# Potcoava, Călărași
Potcoava este un sat în comuna Independența din județul Călărași, Muntenia, România.